# Мутакаллимы
Мутака́ллимы (араб. متكلمون‎) — приверженцы мусульманского схоластического богословия — калама. Различают два основных направления: ашариты (последователей богослова аль-Ашари) и мутазилиты.
Ашариты признавали критерием истины веру, объявляя разум пассивным и слепым, придерживались догматов об извечности Корана и божественном предопределении.
Мутазилиты пытались ввести своё учение о наличии свободной воли у человека и о сотворенности Корана в качестве официального учения в Халифате, но потерпели поражение в борьбе со сторонниками мусульманского правоверия. Однако, последние для сохранения своего влияния на массы были вынуждены перенять методы мутазилитов.

## Список мутакаллимов
- Ибн Кулляб (араб. ابن كلاب‎; ум. ок. 855) — участник диспутов по вопросам атрибутов Аллаха и сотворённости Корана.
- аль-Харис аль-Мухасиби (араб. الحارث المحاسبي‎; ум. 857) — основатель багдадской школы исламской философии.
- Абуль-Хасан аль-Ашари (араб. ابو الحسن الأشعري‎; ум. 936) — основатель ашаритской школы калама.